# Bengt Berndtsson

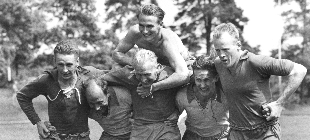
Berndtsson (3.v.r.) bei der WM 1958 im Training mit Hamrin, Börjesson, Gren, Källgren und Mellberg

Bengt Berndtsson (* 26. Januar 1933 in Göteborg; † 4. Juni 2015 ebenda) war ein schwedischer Fußballspieler. Der Außenstürmer, der 1958 mit IFK Göteborg schwedischer Meister wurde, nahm mit der schwedischen Nationalmannschaft an der Weltmeisterschaft 1958 teil und wurde bei dem Turnier Vize-Weltmeister.

## Werdegang
Berndtsson begann seine Karriere bei Hisingstads IS und Lundby IF. Dort wurde der IFK Göteborg auf den Offensivspieler aufmerksam und verpflichtete ihn im Alter von 18 Jahren. Am 5. August 1951 debütierte er gegen Jönköpings Södra IF in der Allsvenskan. Mit den 1954 vom Klub verpflichteten Owe Ohlsson und Bertil Johansson bildete er den durchschlagskräftigen Sturm des Klubs.
Am 16. Mai 1956 debütierte Berndtsson in der schwedischen Nationalmannschaft, als diese sich beim ersten Länderspiel des Jahres im Råsundastadion 0:0-Unentschieden von der englischen Nationalmannschaft trennte. Nachdem er im folgenden Jahr nicht mehr berücksichtigt worden war, rückte er während der erfolgreichen Spielzeit 1957/58 wieder in die Nationalelf und gehörte im Sommer bei der Weltmeisterschaft im eigenen Land zum schwedischen Aufgebot. Er wurde allerdings während des Turniers nur beim 0:0-Unentschieden im letzten Gruppenspiel gegen Wales eingesetzt, konnte sich dennoch nach dem Sieg über Deutschland im Halbfinale und der anschließenden 2:5-Finalniederlage gegen die brasilianische Landesauswahl als Vize-Weltmeister feiern lassen. Durch den Gewinn des Von-Rosens-Pokals als schwedischer Landesmeister am Jahresende wurde das Jahr gekrönt. Dabei gehörte er zu den elf Spielern mit den meisten Einsätzen im Laufe der Saison.
Zur Überbrückung der Winterpause in Schweden wechselte er jeweils im Winter 1959 und 1961 auf Leihbasis zum walisischen Verein Barry Town. Bis 1964 lief Berndtsson in der Nationalmannschaft auf, ehe er nach 29 Länderspielen, in denen ihm sechs Torerfolge gelungen waren, seine Länderspielkarriere beendete.
Seinem Verein IFK Göteborg blieb er bis Ende 1967 17 Jahre lang treu. Dabei erzielte er in 599 Spielen, die er insgesamt für den Verein bestritt, 125 Tore. Seine 348 Erstligaspiele für den schwedischen Klub stellen einen Vereinsrekord dar.